# 古田敬郷
古田 敬郷（ふるた うきょう、1999年11月16日 - ）は、TBSテレビのアナウンサー。

## 来歴
大阪府岸和田市出身で、関西学院高等部から関西学院大学社会学部社会学科へ進学。
小学2年時から軟式野球に取り組んだが、スポーツ推薦扱いで目指した高校の進学を断念したことを機に、進路を関西学院高等部に変更。関西学院では高等部・大学を通じて、硬式野球部の投手として活動した。大学2年時からは「就職活動に向けて、うまく話せるようになっておいた方が良い」という祖母の勧めを機に、硬式野球部のチームメイトとともにアナウンススクール声光塾に通う。「野球やボクシングの中継で実況したい」との思いが高じて、3年時（2020年）にTBSテレビのアナウンサー試験を受け、内定を得た。さらに、硬式野球部からの引退を機にボクシングを始め、4年時に日本ボクシングコミッション（JBC）の「プロボクサーライセンス」を取得している（詳細後述）。
2022年4月1日付で、アナウンサーとしてTBSテレビへ入社。『THE TIME'』や『ひるおび』などの情報番組を担当するかたわら、実況の修業を兼ねてスポーツ中継にも随時出演している。

### 「プロボクサーライセンス」の取得
ボクシングを始めたきっかけは、大晦日などにボクシングを全国ネットで中継しているTBSテレビから、関西学院大学の3年時にアナウンス職での採用の内定を得たことにある。実際には内定から（大学の卒業を経て）1年半後に入社することになっていたため「いつかボクシングを実況できるように、大学生のうちにプロボクサーのライセンスを取りたい」と決意。それまでボクシングを未経験にもかかわらず、硬式野球部の引退を機にボクシングジムへ通い始めた。
最初に通ったボクシングジムはフィットネス専門のジムで、半年間にわたって地道に鍛錬を重ねた結果、トレーナーからの推薦でエスペランサスポーツボクシングジム（日本プロボクシング協会に加盟する兵庫県伊丹市のジム）へ移籍。最初のジムに通い始めてから1年半後（大学4年時の2021年度）にJBCのボクサーライセンステスト（プロテスト）を初めて受験したところ「TBSテレビへ入社するまでに合格する」という目標の達成に至った。この合格によってJBCのC級ライセンスを取得したため、日本国内で「プロボクサー」としても活動できるようになったが、TBSテレビ入社2年目（2023年度）までの時点では社業などとの兼ね合いで「プロデビュー」を見送っている。

## 出演番組

### 現在
- スポーツ中継（駅伝、プロ野球）
  - 2022年の全日本実業団対抗女子駅伝競走大会（クイーンズ駅伝）でテレビ中継のサポート（リサーチやタイム計測などの業務）へ携わったことを皮切りに、2023年のニューイヤー駅伝ラジオ中継でリポーターとしてスポーツ中継にデビュー。2023年の東日本実業団対抗駅伝競走大会（関東ローカル向けのテレビ中継）では、一部の中継所で実況を初めて任された。2024年からは、ニューイヤー駅伝の全国ネット向けテレビ中継でも、中継所の実況を担当。
  - プロ野球では、2023年9月27日にBS-TBSで放送された横浜DeNAベイスターズ対東京ヤクルトスワローズ戦（横浜スタジアム）中継に、勝利投手（ヤクルト・吉村貢司郎）へのヒーローインタビュアーとして初めて登場。フレッシュオールスターゲームがウインク球場（兵庫県姫路市立姫路球場）で初めて開催された2024年7月20日には、この試合のテレビ中継（BS-TBS）で実況デビューを果たした。公式戦の中継でも、同年8月21日のDeNA対中日ドラゴンズ戦（横浜スタジアム）から実況を担当。

#### テレビ
- THE TIME'（進行キャスター・中継リポーター）
  - 金曜日担当：2022年10月7日 - 2023年3月31日、2023年10月6日 - 2024年3月29日
  - 木曜日・金曜日担当：2023年4月6日 - 9月29日（進行キャスター）
  - 水曜日 - 金曜日担当：2024年4月3日 - （中継リポーター） 
    - 担当日には後枠番組の『THE TIME,』にも、冒頭の30分間（5:20 - 5:50）のみ出演。
- ひるおび
  - 月曜日13時台の「JNN NEWS」キャスター：2023年1月9日 - 9月25日
  - 木曜日午前枠のプレゼンター：2023年10月5日 - 
    - 2022年10月11日（火曜日）・12日（水曜日）放送分では、新人アナウンサーとしてのお披露目を兼ねた研修の一環で「プチトピ」（午前枠冒頭）のプレゼンターを担当。
- ラヴィット!
  - 9時台の「JNN NEWS」キャスター
    - 月曜日・火曜日担当：2023年4月3日 - 9月26日
    - 火曜日担当：2023年10月3日 - 2024年3月26日

  - ニュースキャスター担当終了後の2024年4月以降もオープニングコーナーの企画で不定期出演。なお、同年5月に更新された「TBSアナウンサー名鑑」のページの「趣味」の欄には、罰ゲームの一つである「ビリビリ椅子」の記載が追加されている。
- JNN NEWS（単独番組版のキャスター）
  - 日曜日の早朝（6時台）・昼前（11時台）担当：2024年10月6日 -
- TBS NEWS (CS放送) - 不定期で担当
- イベントGO! - 同上

### 過去

#### テレビ
- お笑いの日2022（2022年10月8日）
- 王様のブランチ（2022年10月22日）
  - 吉村・「ブランチリポーター」の小林麗菜と共に、「世界一美味いラーメン博」会場（東京都新宿区立大久保公園）からの生中継リポートを担当。

以上の番組には、新人アナウンサーとしてのお披露目を兼ねて、同期の吉村と揃って出演。
- ゴゴスマ -GO GO!Smile!-（CBCテレビ制作、2023年1月9日 - 2023年9月25日）
  - 毎週月曜日にニュースを担当（『ひるおび!』13時台の「JNN NEWS」と兼務）。
- 2023年世界陸上競技選手権（ブダペスト大会）・男子マラソン中継（2023年8月27日）
  - 日本から出場していた山下一貴・其田健也が駒澤大学陸上競技部のOBであることを背景に、同部が当日に合宿で滞在していた志賀高原（長野県）からの生中継による応援リポートと、同部で当時監督を務めていた大八木弘明に対するインタビューを担当。
- S☆1（土・日曜日最終版の「JNN NEWS」キャスター、2023年10月 - 2024年9月） 
  - 土曜版では毎週・日曜版では隔週で担当。日曜版を担当する週には、本番前に放送される『JNNフラッシュニュース』（日曜版）のキャスターも兼務していた。

#### ラジオ
- 森本毅郎・スタンバイ!（2023年1月2日） -  メインパーソナリティ・森本毅郎の年始休暇に伴う代演
- パンサー向井の＃ふらっと - 番組内の「TBSニュース」を不定期で担当
- High School a GO GO!! - リポーターを不定期で担当